# Cheviré-Zone portuaire
Cheviré-Zone portuaire est un micro-quartier de la ville de Nantes, en France, compris dans le quartier Bellevue - Chantenay - Sainte-Anne.

## Généralités
À des fins statistiques, l'INSEE subdivise les communes de plus de 10 000 habitants en IRIS, constituant des « micro quartiers », composés d'un ensemble d'îlots contigus et homogènes, regroupant 2 000 habitants ou plus. Dans le cas de Nantes, les 11 quartiers sont ainsi subdivisés en 97 micro-quartiers,. Cheviré-Zone portuaire est l'un de ces micro-quartiers ; il fait partie du quartier Bellevue - Chantenay - Sainte-Anne.
Le quartier Cheviré-Zone portuaire est le seul micro-quartier de Nantes à être situé sur les deux rives de la Loire. Il occupe les zones industrielles situées à l'extrémité occidentale de la commune, de part et d'autre du fleuve. Très allongé, il est limitrophe des micro-quartiers Plessis Cellier-Roche Maurice, Boucardière-Mallève, Jean-Macé, Salorges-Sainte-Anne et de la commune de Saint-Herblain au nord, Sainte-Anne-Zone portuaire et Rezé (Trentemoult) à l'est, et Bouguenais au sud.
Au nord, le quartier est délimité par les boulevards Général-Pierre-Kœnig et Maréchal-Alphonse-Juin, la rue Chevreul, le boulevard de Cardiff et le quai Marquis-d'Aiguillon ; à l'est, par la Loire ; au sud, par la limite entre Nantes et Bouguenais ; à l'ouest, par la Loire et Saint-Herblain.
Avec 3,41 km2, c'est le plus étendu des micro-quartiers de Nantes. En revanche, il ne comptait que 504 habitants en 2018 (seul le micro-quartier des Mauves est moins peuplé), signe de son orientation essentiellement industrielle. Sur la rive nord de la Loire, il occupe une bande de terrain qui s'étend entre la Loire et le coteau (extrémité sud-est du sillon de Bretagne). Sur la rive sud, il correspond au port de Cheviré, une zone industrialo-portuaire du Grand port maritime de Nantes-Saint-Nazaire, située sur une zone séparée du reste du territoire nantais par les communes de Rezé et Bouguenais. Les deux rives sont reliées par le pont de Cheviré.

## Historique
La partie nord du quartier correspond au bas-Chantenay, une partie de l'ancienne commune de Chantenay-sur-Loire sur laquelle se développe une forte activité industrielle au XIXe siècle. La ligne ferroviaire qui parcourt toute la longueur du quartier est ouverte en 1857.
Au sud de la Loire, le quartier est pendant longtemps une zone d'îles fluviales et de prairies humides régulièrement inondées par la Loire. Les travaux de remblaiement sont ammorcés dans les années 1920 et se poursuivent jusque dans les années 1980, le quartier étant progressivement mis hors d'eau par le dépôt des sables extraits par dragage. La centrale thermique de Cheviré est mise en service en 1953 ; elle remplace alors 14 des 16 centrales électriques du quart nord-ouest  de la France. Elle est fermée en 1986.
L'activité portuaire est inaugurée en 1966 ; elle se spécialise dans la réception de bois exotiques.
Le pont de Cheviré, qui relie les deux rives grâce à une travée centrale élevée de 52 m au-dessus de la Loire permettant le passage de gros navires, est inauguré en 1991, permettant ainsi la complétion du boulevard périphérique de Nantes.

## Points d'intérêts
Parmi les points d'intérêts du quartier :
- la gare de Chantenay ;
- le pont de Cheviré.